# Grand Prix Rakouska 2019
Grand Prix Rakouska 2019 (oficiálně Formula 1 myWorld Großer Preis von Österreich 2019) se jela na okruhu Red Bull Ring ve Spielbergu v Rakousku dne 30. června 2019. Závod byl devátým v pořadí v sezóně 2019 šampionátu Formule 1.

## Kvalifikace
| Poř.                       | No. | Jezdec             | Konstruktér               | Časy v kvalifikaci | Časy v kvalifikaci | Časy v kvalifikaci | Pořadí na startu |
| Poř.                       | No. | Jezdec             | Konstruktér               | Q1                 | Q2                 | Q3                 | Pořadí na startu |
| -------------------------- | --- | ------------------ | ------------------------- | ------------------ | ------------------ | ------------------ | ---------------- |
| 1                          | 16  | Charles Leclerc    | Ferrari                   | 1:04.138           | 1:03.378           | 1:03.003           | 1                |
| 2                          | 44  | Lewis Hamilton     | Mercedes                  | 1:03.818           | 1:03.803           | 1:03.262           | 4                |
| 3                          | 33  | Max Verstappen     | Red Bull Racing-Honda     | 1:03.807           | 1:03.835           | 1:03.439           | 2                |
| 4                          | 77  | Valtteri Bottas    | Mercedes                  | 1:04.084           | 1:03.863           | 1:03.537           | 3                |
| 5                          | 20  | Kevin Magnussen    | Haas-Ferrari              | 1:04.778           | 1:04.466           | 1:04.072           | 10               |
| 6                          | 4   | Lando Norris       | McLaren-Renault           | 1:04.361           | 1:04.211           | 1:04.099           | 5                |
| 7                          | 7   | Kimi Räikkönen     | Alfa Romeo Racing-Ferrari | 1:04.615           | 1:04.056           | 1:04.166           | 6                |
| 8                          | 99  | Antonio Giovinazzi | Alfa Romeo Racing-Ferrari | 1:04.450           | 1:04.194           | 1:04.179           | 7                |
| 9                          | 10  | Pierre Gasly       | Red Bull Racing-Honda     | 1:04.412           | 1:03.988           | 1:04.199           | 8                |
| 10                         | 5   | Sebastian Vettel   | Ferrari                   | 1:04.430           | 1:03.667           | Bez času           | 9                |
| 11                         | 8   | Romain Grosjean    | Haas-Ferrari              | 1:04.552           | 1:04.490           |                    | 11               |
| 12                         | 27  | Nico Hülkenberg    | Renault                   | 1:04.733           | 1:04.516           |                    | 15               |
| 13                         | 23  | Alexander Albon    | Scuderia Toro Rosso-Honda | 1:04.708           | 1:04.665           |                    | 18               |
| 14                         | 3   | Daniel Ricciardo   | Renault                   | 1:04.647           | 1:04.790           |                    | 12               |
| 15                         | 55  | Carlos Sainz Jr.   | McLaren-Renault           | 1:04.453           | 1:13.601           |                    | 19               |
| 16                         | 11  | Sergio Pérez       | Racing Point-BWT Mercedes | 1:04.789           |                    |                    | 13               |
| 17                         | 18  | Lance Stroll       | Racing Point-BWT Mercedes | 1:04.832           |                    |                    | 14               |
| 18                         | 26  | Daniil Kvjat       | Scuderia Toro Rosso-Honda | 1:05.324           |                    |                    | 16               |
| 19                         | 63  | George Russell     | Williams-Mercedes         | 1:05.904           |                    |                    | BOX              |
| 20                         | 88  | Robert Kubica      | Williams-Mercedes         | 1:06.206           |                    |                    | 17               |
| 107% času vítěze: 1:08.273 |     |                    |                           |                    |                    |                    |                  |
| Zdroj:                     |     |                    |                           |                    |                    |                    |                  |

Poznámky
1. ↑  Lewis Hamilton obdržel trest posunu o 3 místa vzad za blokování Kimiho Räikkönena během kvalifikace.
2. ↑  Kevin Magnussen obdržel trest posunu o 5 míst vzad za neplánovanou výměnu převodovky.
3. ↑  Nico Hülkenberg obdržel trest posunu o 5 míst vzad za překročení počtu povolených pohonných jednotek.
4. 1 2  Alexander Albon a Carlos Sainz Jr. museli za překročení počtu povolených pohonných jednotek startovat z chvostu startovního pole.
5. ↑  George Russell musel startovat z boxové uličky, protože jeho auto bylo upraveno v podmínkách Parc Fermé. Zároveň obdržel trest posunu o 3 místa vzad za blokování Daniila Kvjata během kvalifikace.

## Závod
| Poř.                                                                             | No. | Jezdec             | Konstruktér               | Počet kol | Čas/Odstoupení | Pořadí na startu | Body |
| -------------------------------------------------------------------------------- | --- | ------------------ | ------------------------- | --------- | -------------- | ---------------- | ---- |
| 1                                                                                | 33  | Max Verstappen     | Red Bull Racing-Honda     | 71        | 1:22:01.822    | 2                | 26   |
| 2                                                                                | 16  | Charles Leclerc    | Ferrari                   | 71        | +2.724         | 1                | 18   |
| 3                                                                                | 77  | Valtteri Bottas    | Mercedes                  | 71        | +18.960        | 3                | 15   |
| 4                                                                                | 5   | Sebastian Vettel   | Ferrari                   | 71        | +19.610        | 9                | 12   |
| 5                                                                                | 44  | Lewis Hamilton     | Mercedes                  | 71        | +22.805        | 4                | 10   |
| 6                                                                                | 4   | Lando Norris       | McLaren-Renault           | 70        | +1 kolo        | 5                | 8    |
| 7                                                                                | 10  | Pierre Gasly       | Red Bull Racing-Honda     | 70        | +1 kolo        | 8                | 6    |
| 8                                                                                | 55  | Carlos Sainz Jr.   | McLaren-Renault           | 70        | +1 kolo        | 19               | 4    |
| 9                                                                                | 7   | Kimi Räikkönen     | Alfa Romeo Racing-Ferrari | 70        | +1 kolo        | 6                | 2    |
| 10                                                                               | 99  | Antonio Giovinazzi | Alfa Romeo Racing-Ferrari | 70        | +1 kolo        | 7                | 1    |
| 11                                                                               | 11  | Sergio Pérez       | Racing Point-BWT Mercedes | 70        | +1 kolo        | 13               |      |
| 12                                                                               | 3   | Daniel Ricciardo   | Renault                   | 70        | +1 kolo        | 12               |      |
| 13                                                                               | 27  | Nico Hülkenberg    | Renault                   | 70        | +1 kolo        | 15               |      |
| 14                                                                               | 18  | Lance Stroll       | Racing Point-BWT Mercedes | 70        | +1 kolo        | 14               |      |
| 15                                                                               | 23  | Alexander Albon    | Scuderia Toro Rosso-Honda | 70        | +1 kolo        | 18               |      |
| 16                                                                               | 8   | Romain Grosjean    | Haas-Ferrari              | 70        | +1 kolo        | 11               |      |
| 17                                                                               | 26  | Daniil Kvjat       | Scuderia Toro Rosso-Honda | 70        | +1 kolo        | 16               |      |
| 18                                                                               | 63  | George Russell     | Williams-Mercedes         | 69        | +2 kola        | BOX              |      |
| 19                                                                               | 20  | Kevin Magnussen    | Haas-Ferrari              | 69        | +2 kola        | 10               |      |
| 20                                                                               | 88  | Robert Kubica      | Williams-Mercedes         | 68        | +3 kola        | 17               |      |
| Nejrychlejší kolo: Max Verstappen (Red Bull Racing-Honda) - 1:07.475 (v kole 60) |     |                    |                           |           |                |                  |      |
| Zdroj:                                                                           |     |                    |                           |           |                |                  |      |

Poznámky
1. ↑  Max Verstappen získal jeden bod za zajetí nejrychlejšího kola.

## Průběžné pořadí po závodě
Pohár jezdců
|        | Pořadí | Jezdec           | Body |
| ------ | ------ | ---------------- | ---- |
|        | 1      | Lewis Hamilton   | 197  |
|        | 2      | Valtteri Bottas  | 166  |
| 1      | 3      | Max Verstappen   | 126  |
| 1      | 4      | Sebastian Vettel | 123  |
|        | 5      | Charles Leclerc  | 105  |
| Zdroj: |        |                  |      |

Pohár konstruktérů
|        | Pořadí | Konstruktér           | Body |
| ------ | ------ | --------------------- | ---- |
|        | 1      | Mercedes              | 363  |
|        | 2      | Ferrari               | 228  |
|        | 3      | Red Bull Racing-Honda | 169  |
|        | 4      | McLaren-Renault       | 52   |
|        | 5      | Renault               | 32   |
| Zdroj: |        |                       |      |